# Сцена
 За групата от пиратски мрежи вижте Сцената.  
В театъра, терминът сцена (от гръцки: σκηνή, „шатра“, „колиба“) има две значения.
От една страна, сцената е мястото, предназначено за изпълнение на театрални постановки – платформа, площадка, върху която се аранжират декорите за представлението.
Другият смисъл на думата сцена е обособена в сюжетно отношение част от театралната постановка или всеки друг вид сценична творба: опера, оперета, балет, пантомима, кино-филм и др. Сцената съдържа действия от сюжета, които се развиват при непроменена обстановка.